# Wolfgang Dost
Wolfgang Dost (* Mai 1940) ist ein deutscher Germanist, Heimatforscher und Kommunalpolitiker.

## Leben
Dost studierte Germanistik und Slawistik in Leipzig und Potsdam. 1975 wurde er bei Hans-Joachim Gernentz an der Fakultät für Gesellschaftswissenschaften der Wilhelm-Pieck-Universität Rostock mit der Dissertation Untersuchungen zu den sprachlichen Existenzformen Mundart und Umgangssprache im Raum Wittstock unter Einschluss eines nördlichen Vorlandes promoviert.
Danach war er als Lehrer tätig. 1992 war er Gründungsmitglied des Vereins der Freunde des Gymnasiums in Wittstock e.V. und war von 1995 bis 2015 Vorsitzender. Zuletzt wirkte er als Leiter der Kreismuseen Alte Bischofsburg mit dem Museum des Dreißigjährigen Krieges und dem Ostprignitzmuseum in Wittstock/Dosse. Dost veröffentlichte zu regionalgeschichtlichen und volkskundlichen Themen.
2005 wurde ihm die Verdienstmedaille des Verdienstordens der Bundesrepublik Deutschland verliehen. 2011 wurde er Ehrenbürger der Stadt Wittstock/Dosse.
Von 2014 bis 2024 war er für die Freie Wählergemeinschaft FWG Mitglied der Stadtverordnetenversammlung der Stadt Wittstock/Dosse.
2024 wurde ihm der Verdienstorden des Landes Brandenburg verliehen.

## Schriften
- (Zsgest. und erl.): Teufelsbutter in Dranse. Heimatsagen der Ostprignitz. Dochow, Wittstock 1995, ISBN 3-9804795-0-1.
- Wittstock, Dosse. Fotos von Ulf Böttcher, Stadt-Bild-Verlag, Leipzig 2000, ISBN 3-934572-92-8.
- Virtuti, veritati, humanitati. 135 Jahre Gymnasium Wittstock. Ed. Rieger, Karwe 2004, ISBN 3-935231-60-1.
- Wittstock und seine 18 Ortsteile. Deutschlands [Deutschlands] drittgrößte Stadt. Geiger, Horb am Neckar 2011, ISBN 978-3-86595-444-2.
- Zwischen Jäglitz und Glinze. Von Blumenthal, Heiligengrabe, Zaatzke und anderen Dörfern. Hrsg. von der Gemeinde Heiligengrabe, Geiger,	Horb am Neckar 2014, ISBN 978-3-86595-582-1.
- Schöne Ostprignitz – unterwegs zwischen Wittstock, Heiligengrabe und Freyenstein. Stadt-Bild-Verlag, Leipzig, ISBN 978-3-96579-001-8.